# Donnerkreuz

Flagge der Donnerkreuz-Bewegung

Donnerkreuz (lettisch Pērkonkrusts) war eine radikal-nationalistische lettische politische Partei der 1930er Jahre. Das Donnerkreuz war die Nachfolgeorganisation der 1932 von Gustavs Celmiņš gegründeten faschistischen Bewegung „Feuerkreuz“ (Ugunskrusts), die von der lettischen Regierung verboten worden war.

## Ideologie
Mit seinem Wahlspruch „Lettland den Letten“ forderte das Donnerkreuz, die gesamte politische und ökonomische Kontrolle ihres Landes nur noch von gebürtigen Letten ausüben zu lassen und die verfassungsmäßig festgeschriebene kulturelle Eigenständigkeit nationaler Minderheiten aufzuheben. Das Donnerkreuz schlug in seiner Verherrlichung Lettlands und seiner nationalen und ethnischen Reinheitsideologie sogar die Einführung einer eigenen lettischen Religion vor. Trotz ihrer agrarischen Orientierung erhielt die Partei in städtischen Gebieten die größte Unterstützung, besonders von Studenten. Die Perkonkrusts-Propaganda richtete sich sowohl gegen gesellschaftliche Randgruppen, denen die feindliche Übernahme der lettischen Wirtschaft unterstellt wurde, als auch gegen die Politiker im lettischen Parlament, die allesamt pauschal der Korruption beschuldigt wurden. Bis 1934 zählte das Donnerkreuz schätzungsweise zwischen 5.000 und 6.000 Mitglieder. Das Donnerkreuz war nicht nur minderheitenfeindlich und radikal antisemitisch, sondern auch deutschfeindlich ausgerichtet. Die Bewegung verwendete eine Abwandlung des Hitlergrußes mit der lettischen Parole Cinai sveiks („Kampf Heil“). Das Hakenkreuz war Parteisymbol, die Parteiuniform bestand aus einem grauen Hemd mit schwarzem Barett.

## Geschichte
Der lettische Ministerpräsident und Vorsitzende der Bauernpartei Kārlis Ulmanis regte im Oktober 1933 eine Verfassungsreform an mit der Absicht, die politische Linke zu schwächen. Tatsächlich wurden im November sieben kommunistische Abgeordnete festgenommen, während Donnerkreuz-Politiker unbehelligt blieben. Ulmanis nutzte die politischen Unruhen, die aufgrund des wachsenden Einflusses des Faschismus und der vorherrschenden Wirtschaftskrise ausgebrochen waren und inszenierte im Mai 1934 einen unblutigen Staatsstreich, dem ein Verbot nicht nur der Kommunistischen Partei und des Donnerkreuzes, sondern gleich aller Parteien in der Saeima folgte. Ulmanis’ autoritärer Staat stützte sich im Wesentlichen auf die Bürokratie, das Militär und die paramilitärische Schutzwehr Aizsargi. Nach dem Staatsstreich wurde der Donnerkreuz-Führer Celmiņš zu einer dreijährigen Haftstrafe verurteilt und anschließend aus Lettland verbannt. Obwohl das Donnerkreuz nach 1934 formal nicht mehr existierte, brach die Partei nicht vollständig auseinander.
Mit dem geheimen Zusatzprotokoll des deutsch-sowjetischen Nichtangriffspaktes geriet Lettland 1939 in die Interessensphäre der Sowjetunion. Als im Zuge des sowjetisch-lettischen Beistandsabkommens sowjetische Militärstützpunkte in Lettland eingerichtet wurden, beteiligten sich ehemalige Donnerkreuzler an deutschen Spionageaktionen gegen die Rote Armee. Als Lettland im Zweiten Weltkrieg 1941 durch die deutsche Wehrmacht besetzt wurde, strebte Pērkonkrusts eine Neugründung an, jedoch hegten die neuen deutschen Okkupanten gegenüber den radikalen lettischen Nationalisten ein ebenso starkes Misstrauen wie einst Ulmanis und bestätigten bald darauf das Parteiverbot. Einige frühere Donnerkreuz-Mitglieder blieben ihrer deutschfeindlichen Haltung treu und unterstützten Widerstandsgruppen gegen die deutschen Besatzer. Etliche andere kollaborierten mit den Deutschen. Gemeinsam mit ehemaligen Einheiten der Aissargen, der lettischen Polizei und der Armee bildeten sie „Heimwehren“ für die Besatzungsmacht, um in deren Auftrag die Bevölkerung zu terrorisieren und Juden und Sowjet-Sympathisanten aufzuspüren, festzunehmen und zu ermorden. 1941 forderte der zum NS-Schergen gewandelte Gustavs Celmiņš dazu auf, einer „Sicherheitstruppe“ unter der Führung von Victors Arājs beizutreten. Allein in ihrer ersten Woche brannte die berüchtigte Miliz, die später als „Kommando Arājs“ bekannt wurde, in Riga die Choral-Synagoge samt ihren Insassen nieder und ermordete über 2.000 Juden, Roma und Kommunisten.

## Wiedergründung
Das Donnerkreuz wurde in den 1990er Jahren als rechtsextreme politische Bewegung wiedergegründet mit dem Ziel, die Regierung zu stürzen und ein „lettisches Lettland“ zu errichten. Seither gab es insgesamt drei Bombenanschläge auf das Siegesdenkmal der Roten Armee in Riga, getroffen wurde aber nur eine Wasserleitung. Zwar wurden im Jahre 2000 die führenden Köpfe der Donnerkreuz-Organisation festgenommen, jedoch sprachen die Gerichte – wenn überhaupt – nur milde Urteile gegen sie aus.